# سليمانلو (ميانة)
سليمانلو هي قرية في مقاطعة ميانة، إيران. يقدر عدد سكانها بـ 29 نسمة بحسب إحصاء 2016.